# 尹明善
尹明善（1939年—），重庆人，中华人民共和国企业家。力帆集团董事长。

## 生平
重庆一中毕业，1992年创立力帆集团，任董事长。2002年当选重庆市工商业联合会会长。2003年当选重庆市政协副主席。他是全国政协委员、中国光彩事业促进会副会长。
2010年11月，力帆股份（601777）在上证所挂牌交易，尹明善家族持股市值111.66亿元。
尹氏家族的力帆集團，于2019年6月被媒體披露集團存在重大經營困難主要股東尹善明家族抵押力帆股權。

## 家族
他女儿尹索微担任力帆集团董事，他与前妻还有一个儿子尹喜地。